# پیوجت آیلند (واشینگتن)
پیوجت آیلند (به انگلیسی: Puget Island) یک منطقهٔ مسکونی در ایالات متحده آمریکا است که در شهرستان واهکیکوم، واشینگتن واقع شده‌است. پیوجت آیلند ۱۹٫۳۶۵ کیلومتر مربع مساحت و ۸۳۱ نفر جمعیت دارد.